# Paraphryneta
Paraphryneta är ett släkte av skalbaggar. Paraphryneta ingår i familjen långhorningar.
Kladogram enligt Catalogue of Life:
| Paraphryneta | \| \| Paraphryneta allardi \| \| \| \| \| \| Paraphryneta guttata \| \| \| \| \| \| Paraphryneta rubeta \| \| \| \| |
|              | \| \| Paraphryneta allardi \| \| \| \| \| \| Paraphryneta guttata \| \| \| \| \| \| Paraphryneta rubeta \| \| \| \| |
|              | Paraphryneta allardi                                                                                                |
|              | |
|              | Paraphryneta guttata                                                                                                |
|              | |
|              | Paraphryneta rubeta                                                                                                 |
|              | |